# Opferkamera
Als Opferkamera oder auch Crashcam wird eine Kamera bezeichnet, bei der davon ausgegangen wird, dass sie während des Drehs zerstört wird.
Dementsprechend werden oft alte und billige Kameras verwendet.
Zum Beispiel kann eine solche Kamera auf dem Dach eines zu sprengenden Gebäudes angebracht werden, um spektakuläre Aufnahmen zu bekommen.
Oftmals wird nicht auf die Aufnahmefunktion des Camcorders zurückgegriffen, sondern die Bilder werden über Kabel oder Funk zu einem externen Rekorder gesendet, da das Speichermedium des Camcorders wahrscheinlich zerstört würde.